# Manganian potasu
Manganian potasu, nazwa Stocka: manganian(VI) potasu, K
2MnO
4 – nieorganiczny związek chemiczny, sól manganu na VI stopniu utlenienia odpowiadająca nieistniejącemu w stanie wolnym tlenkowi kwasowemu MnO
3. Wykazuje silne właściwości utleniające. Wykorzystywany do otrzymywania nadmanganianu potasu.
Manganian potasu jest trwały jedynie w środowisku silnie zasadowym. W środowisku obojętnym, kwaśnym lub słabo zasadowym, dysproporcjonuje do nadmanganianu MnO−
4 i tlenku manganu(IV):
3MnO2−
4 + 4H+
 → 2MnO−
4 + MnO
2 + 2H
2O
Manganian potasu można otrzymać w wyniku podgrzewania roztworu powstałego poprzez dodanie mieszaniny nadmanganianu potasu i wodorotlenku potasu do wody. Po zmianie barwy roztworu z ciemnofioletowej na zieloną, roztwór poddaje się schłodzeniu w celu wykrystalizowania zielonych kryształów K2MnO4:
4KMnO
4 + 4KOH → 4K
2MnO
4 + O
2 + 2H
2O
Zanieczyszczenie odczynników rozpuszczonym dwutlenkiem węgla prowadzi do natychmiastowego dysproporcjonowania otrzymanych jonów manganianowych.